# Perú en los Juegos Olímpicos de Atenas 2004
Perú estuvo representado en los Juegos Olímpicos de Atenas 2004 por un total de 12 deportistas, 7 hombres y 5 mujeres, que compitieron en 10 deportes.
El portador de la bandera en la ceremonia de apertura fue el tirador Francisco Boza Dibós. El equipo olímpico peruano no obtuvo ninguna medalla en estos Juegos.